# La Blanca (San Marcos)
La Blanca es un municipio del departamento de San Marcos, en la República de Guatemala. Se encuentra en el suroeste del país, sobre la costa del océano Pacífico. En 2014, fecha de su creación, se estimaba su población en aproximadamente 28,000 habitantes, pero tras el censo de 2018 se estableció en 32,548 habitantes para ese año.  El municipio fue creado el 23 de enero de 2014, cuando se separó del municipio de Ocós, junto con las aldeas de Chiquirines y Pueblo Nuevo y se convirtió en el trigésimo municipio de San Marcos.

## Geografía física

### Clima
La Blanca tiene clima tropical (Köppen:Aw).
| Parámetros climáticos promedio de La Blanca | Parámetros climáticos promedio de La Blanca | Parámetros climáticos promedio de La Blanca | Parámetros climáticos promedio de La Blanca | Parámetros climáticos promedio de La Blanca | Parámetros climáticos promedio de La Blanca | Parámetros climáticos promedio de La Blanca | Parámetros climáticos promedio de La Blanca | Parámetros climáticos promedio de La Blanca | Parámetros climáticos promedio de La Blanca | Parámetros climáticos promedio de La Blanca | Parámetros climáticos promedio de La Blanca | Parámetros climáticos promedio de La Blanca | Parámetros climáticos promedio de La Blanca |
| Mes                                         | Ene.                                        | Feb.                                        | Mar.                                        | Abr.                                        | May.                                        | Jun.                                        | Jul.                                        | Ago.                                        | Sep.                                        | Oct.                                        | Nov.                                        | Dic.                                        | Anual                                       |
| ------------------------------------------- | ------------------------------------------- | ------------------------------------------- | ------------------------------------------- | ------------------------------------------- | ------------------------------------------- | ------------------------------------------- | ------------------------------------------- | ------------------------------------------- | ------------------------------------------- | ------------------------------------------- | ------------------------------------------- | ------------------------------------------- | ------------------------------------------- |
| Temp. máx. media (°C)                       | 34.3                                        | 34.7                                        | 35.6                                        | 35.6                                        | 35.2                                        | 33.7                                        | 34.1                                        | 34.2                                        | 33.7                                        | 33.6                                        | 33.7                                        | 33.6                                        | 34.3                                        |
| Temp. media (°C)                            | 26.9                                        | 27.3                                        | 28.4                                        | 29.1                                        | 29.3                                        | 28.4                                        | 28.4                                        | 28.4                                        | 28.2                                        | 28.1                                        | 27.6                                        | 26.9                                        | 28.1                                        |
| Temp. mín. media (°C)                       | 19.5                                        | 19.9                                        | 21.3                                        | 22.7                                        | 23.5                                        | 23.1                                        | 22.8                                        | 22.7                                        | 22.8                                        | 22.7                                        | 21.6                                        | 20.3                                        | 21.9                                        |
| Precipitación total (mm)                    | 4                                           | 1                                           | 5                                           | 41                                          | 117                                         | 275                                         | 176                                         | 182                                         | 271                                         | 218                                         | 38                                          | 6                                           | 1334                                        |
| Fuente: Climate-Data.org                    |                                             |                                             |                                             |                                             |                                             |                                             |                                             |                                             |                                             |                                             |                                             |                                             |                                             |

### Ubicación geográfica
La Blanca está en el departamento de San Marcos y está rodeado por municipios del mismo:
- Norte: Coatepeque, municipio del departamento de Quetzaltenango
- Sur: Océano Pacífico
- Este:
  - Coatepeque, municipio del departamento de Quetzaltenango
  - Retalhuleu, municipio del departamento de Retalhuleu
- Oeste: Ocós, municipio del departamento de San Marcos[4]

|             | Norte: Coatepeque    |                             |
| Oeste: Ocós |                      | Este: Coatepeque Retalhuleu |
|             | Sur: Océano Pacífico |                             |

## Gobierno municipal
Los municipios se encuentran regulados en diversas leyes de la República, que establecen su forma de organización, lo relativo a la conformación de sus órganos administrativos y los tributos destinados para los mismos.  Aunque se trata de entidades autónomas, se encuentran sujetas a la legislación nacional. Las principales leyes que rigen a los municipios en Guatemala desde 1985 son:
| N.º | Ley                                                | Descripción |
| --- | -------------------------------------------------- | --- |
| 1   | Constitución Política de la República de Guatemala | Tiene una regulación legal específica para los municipios en los artículos 253 al 262. |
| 2   | Ley Electoral y de Partidos Políticos              | Ley de carácter constitucional aplicable a los municipios en el tema de la conformación de sus autoridades electas. |
| 3   | Código Municipal                                   | Decreto 12-2002 del Congreso de la República de Guatemala. Tiene la categoría de ley ordinaria y contiene preceptos generales aplicables a todos los municipios, e inclusive contiene legislación referente a la creación de los municipios.             |
| 4   | Ley de Servicio Municipal                          | Decreto 1-87 del Congreso de la República de Guatemala. Regula las relaciones entra la municipalidad y los servidores públicos en materia laboral. Tiene su base constitucional en el artículo 262 de la constitución que ordena la emisión de la misma. |
| 5   | Ley General de Descentralización                   | Decreto 14-2002 del Congreso de la República de Guatemala. Regula el deber constitucional del Estado, y por ende del municipio, de promover y aplicar la descentralización y desconcentración económica y administrativa.                                |

El gobierno de los municipios de Guatemala está a cargo de un Concejo Municipal mientras que el código municipal —que tiene carácter de ley ordinaria y contiene disposiciones que se aplican a todos los municipios de Guatemala— establece que «el concejo municipal es el órgano colegiado superior de deliberación y de decisión de los asuntos municipales […] y tiene su sede en la circunscripción de la cabecera municipal». Por último, el artículo 33 del mencionado código establece que «[le] corresponde con exclusividad al concejo municipal el ejercicio del gobierno del municipio».
El concejo municipal se integra con el alcalde, los síndicos y concejales, electos directamente por sufragio universal y secreto para un período de cuatro años, pudiendo ser reelectos.
Existen también las Alcaldías Auxiliares, los Comités Comunitarios de Desarrollo (COCODE), el Comité Municipal del Desarrollo (COMUDE), las asociaciones culturales y las comisiones de trabajo. Los alcaldes auxiliares son elegidos por las comunidades de acuerdo a sus principios, valores, procedimientos y tradiciones, estos se reúnen con el alcalde municipal el primer domingo de cada mes. Los Comités Comunitarios de Desarrollo y el Consejo Municipal de Desarrollo tiene como función organizar y facilitar la participación de las comunidades priorizando necesidades y problemas.

## Historia

### Revolución quetzalteca de 1897

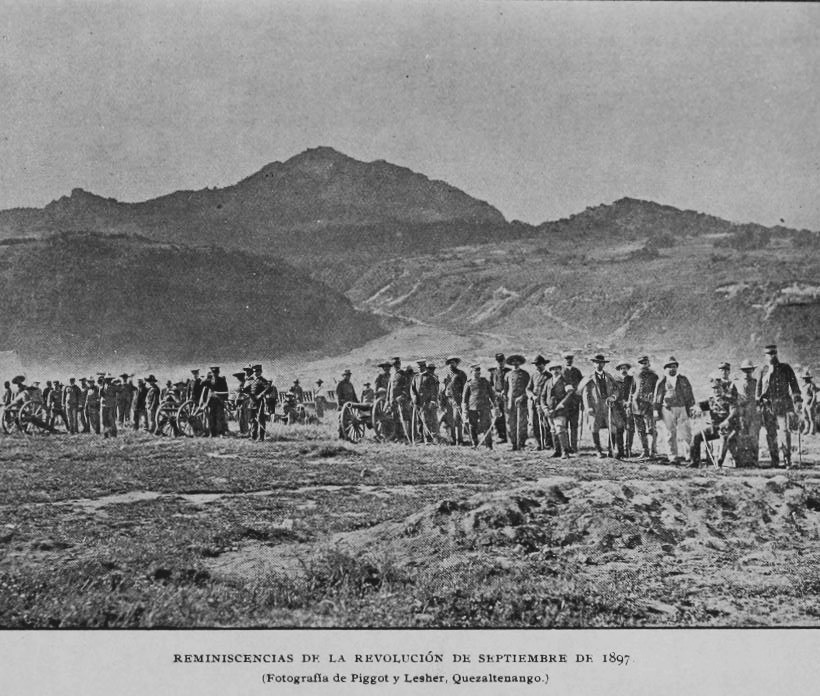
Brigada del general García León en los campos de Totonicapán. Ejército leal al presidente Reina Barrios

En septiembre de 1897, luego del fracaso de la Exposición Centroamericana y la grave crisis económica que afrontaba Guatemala tras la caída del precio internacional del café y de la plata, luego de que el gobierno había emprendido la construcción simultánea del ferrocarril interoceánico y de monumentos y edificios oficiales lujosos en la Ciudad de Guatemala, los quetzaltecos se manifestaron en contra de la decisión del presidente José María Reina Barrios de extender su mandato ya que violaba la Constitución de la República de ese entonces y además existía un descontento generalizado en el país por el despilfarro que el gobierno había hecho. Un grupo de revolucionarios, entre los que se encontraba el exministro de Reina Barrios Próspero Morales, tomó las armas con el fin de apoderarse de varias instituciones y evitar que el gobernante siguiera en el poder. 
El 7 de septiembre, día en que estalló la revolución, los alzados avanzaron contra San Marcos, en donde tomaron el cuartel militar, la cárcel, las oficinas de rentas y las de telégrafos de esa ciudad. El 15 de septiembre las fuerzas revolucionarias proclamaron su victoria sobre las fuerzas militares de Reina Barrios y las autoridades quetzaltecas desconocen al gobierno del presidente; posteriormente los revolucionarios tomaron Ocós —al que pertenecía entonces La Blanca—, Colomba y Coatepeque, pero el 4 de octubre el ejército contraatacó y retomó el control dando fin a la revolución. El 23 de octubre de 1897, luego de los eventos bélicos, San Pedro Sacatepéquez pasó a ser la cabecera del departamento de San Marcos.

### Separación de Ocós en 2014
Después de seis años de que vecinos del parcelamiento La Blanca comenzaron gestiones en la Gobernación de San Marcos, se convirtieron en el trigésimo municipio de ese departamento y en el 335.° de Guatemala el 23 de enero de 2014.  El Congreso de la República conoció la moción privilegiada para conocer de urgencia nacional la creación del municipio La Blanca, la cual fue aprobada por ciento quince diputados, entre los aplausos de los pobladores de La Blanca que acudieron al hemiciclo parlamentario en la Ciudad de Guatemala.
Edilma Navarijo, quien servía su tercer período como alcaldesa de Ocós, municipio de San Marcos de donde se deslindó La Blanca, afirmó que la noticia sobre la creación del nuevo municipio le causó sentimientos encontrados pues por un lado durante su gestión apoyó con obras e infraestructura a La Blanca, pero por otro, aseguró que estaban en la disposición de apoyar al nuevo municipio.
Luego de que el Congreso aprobó la creación del municipio, una unidad móvil de publicidad recorrió las calles de La Blanca para dar a conocer la noticia. Decenas de pobladores salieron a las calles a quemar cohetillos como parte de la celebración, y por la noche, varios vecinos organizaron una caravana motorizada que salió de Las Palmas en Coatepeque, Quetzaltenango, y se desplazó a la nueva cabecera municipal.
En 2015, Edilma Navarijo ya no fue elegida como alcaldesa de Ocós.

## Relaciones Internacionales

### Hermanamientos
La ciudad de La Blanca está hermanada con 0001 ciudad alrededor del mundo
- Chiapas Angel Albino Corzo (2016)[9][10]